# Биньовце
Биньовце (на словашки: Bíňovce) е село в западна Словакия, в Търнавски край, в Търнава. Населението му е 639 души.
Разположено е на 204 m надморска височина, на 17 km северозападно от град Търнава. Площта му е 7,79 km². Кмет на селото е Мариан Новак.